# Krečni amonijum nitrat
Krečni amonijum nitrat (KAN) je smeša rastopa amonijum nitrata sa fino sprašenim krečnjakom. Odnos komponenata u krečnom amonijum-nitratu različit je u proizvodnji pojedinih zemalja. Udeo krečnjaka se pri tome kreće od 20-47 mas. %. 
Krečni amonijum nitrat je fiziološki neutralno đubrivo. Može se mešati sa svim fosfornim i kalijumovim đubrivima. Naročito povoljno utiče na sadržaj belančevina u žitaricama (povećava njihovu hranljivu vrednost).
Smatra se da najbolja fizička svojstva (higroskopnost, gustinu, zgrudvavanje čestica, i dr.) ima takva smeša koja sadrži:
- 60 mas. %
- 40 mas. %

Kao čist upotrebljava se za izradu sigurnosnih eksploziva, a pri upotrebi kao veštačko đubrivo meša se sa krečnjakom.
Tako se dobija krečni amonijum nitrat (KAN) koji sadrži 20% azota.
Sirovine za KAN su:
1. sintetički amonijak
2. 56% azotna kiselina
3. krečnjak u obliku finog praha

## Azotna đubriva
Azot je osnovni sastojak belančevina. Od azotnih veštačkih đubriva najviše se proizvode nitrati i amonijačne soli. Azot je bitan za sve hemijske procese u biljnom organizmu. Potreba je svake biljke za azotom posebno u vreme početka vegetacije. Veoma je bitan elemenat za formiranje lisne mase i pravilnog razvoja kako nadzemnog tako i podzemnog dela biljke. Nikako ne treba đubriti biljke azotnim đubrivima u jesen ili zimu, jer to može rezultirati pojavom novih pupoljaka, koji bih nakon proliferacije izmrzli na niskim temperaturama.

## Tehnološki postupak dobijanja KAN-a
Neutralizacija
Amonijak i azotna kiselina uzimaju se uz mali višak amonijaka zbog njegove isparljivosti. Proces se izvodi u neutralizatoru. Neutralizator je cilindrični kotao izrađen od nerđajućeg čelika koji je pri dnu konusno sužen. Sa dna se ubacuje azotna kiselina pomoću centrifugalne pumpe i odozgo uvodi gasoviti amnijak pomoću specijalizovanih raspršivača. Zbog visoke temperature u neutralizatoru nastaju velike količine sekundarne pare. U neutralizatoru se dobija 78% rastvor amonijum- nitrata koji se izvodi sa dna kotla i prebacuje u uređaj za koncentrovanje.
Koncentrovanje rastvora amonijum- nitrata
Koncentrovanje rastvora amonijum- nitrata vrši se ukuvavanjem u cevnom koncentratoru, izrađenom od nerđajućeg čelika. Zagreva se sekundarnom parom koja nastaje u neutralizatoru. Rastvor se koncentruje do 95% , a potom se prebacuje u uređaj za mešanje sa krečnjakom.
Mešanje amonijum- nitrata sa krečnjakom
Mešanje 95% NH4NO3 sa krečnjakom se vrši u kotlu u kome se nalazi turbinska mešalica sa properelima. Krečnjak je u obliku finog praha, dovodi se iz bunkera. Properelska mešalica dobro homogenizuju masu koja posle ide na granulisanje.
Granulisanje krečnog amonijum- nitrata
Granulisanje kašaste smese amonijum- nitrata i krečnjaka vrši se u tornju za granulisanje, na čijem vrhu se nalazi raspršivač sa velikim brojem sitnih otvora. Raspršeni KAN pada naniže, a u suprotnom smeru struji vazduh koji ulazi. Nastale granule padaju na sakupljač koji se nalazi ispod tornja, a odatle se transporterima  prenose do sušnice. Kvalitet granula zavisi od koncentacije amonijum- nitrata i temperature. Koncentracija ne sme da bude veća od 95%.
Sušenje i hlađenje granula
Sušenje granula se vrši na principu postepenog oduzimanja vlage, a to znači da se granule najpre izlažu najnižoj temperaturi, koja se zatim lagano povišava.
Zaprašivanje granula
Osušene i ohlađene granule KAN-a prenose se transporterom u rotacioni doboš u koji se dovodi krečnjak u obliku finog praha. Prah se hvata na površini granula i tako smanjuje njihovu higroskopnost. Zaprašene granule odnose se u skladište gotovog proizvoda.

## Primena krečnog amonijum nitrata
Koristi se za potpunu azotnu ishranu svih biljnih vrsta i na svim tipovima zemljišta, prema zahtevima biljaka i fizičko-hemijskim osobinama zemljišta.
Pogodno za primenu na kiselim zemljištima. Ðubrivo omogućava brzo snabdevanje i ishranu biljaka ovim osnovnim makroelementom. Ovo đubrivo sadrži i kalcijum, sekundarni hranljivi element koji povoljno utiče na osobine kiselih zemljišta.
Primena ovog đubriva duži niz godina u većim količinama na kiselom zemljištu slabe pufernosti može dovesti do povećanja njegove kiselosti.

## Posledice primene azotnih đubriva
Sva azotna đubriva rastvorljiva su u vodi. Azotna đubriva koja sadrže nitrate mogu zagaditi vazduh. Sa visokim koncentracijama u vazduhu i vodi, nitrati mogu otrovati ljude, posebno decu.  Đubrivo koje usev ne iskoristi dospeva u životnu sredinu kroz zemljište u podzemne i površinske vode, pa u vazduh, gde izaziva najveće štete. Prilikom proizvodnje veštačkih đubriva dolazi do zagađenja suspendovanim česticama, koje se ispuštaju u atmosferu.

## Mere zaštite
U cilju zaštite vazduha, u poljoprivredi treba da se vodi računa kako da se smanji sagorevanje organskih ostataka, pokretanje čestica prašine sa golog zemljišta. Smanjenje ukupne emisije zagađujućih materija u vazduh postiže se sprovođenjem preventivnih, kontrolnih i tehničko-tehnoloških mera, uklanjanjem štetnih i opasnih gasova primenom odgovarajućih tehnoloških postupaka, modernizacijom opreme i postrojenja kao i uvođenjem novih tehnologija. Važno je postaviti i filtere na dimnjake. U radnim prostorijama treba obezbediti dobru ventilaciju, a radnike snabdeti zaštitnim sredstavima.

## Spoljašnje veze
- Krečni amonijum nitrat Архивирано на веб-сајту  (2. децембар 2016)
- Karakteristike azotnih đubriva